# Zjeltovskij

Zjeltovskij (ryska Желтовский) är en stratovulkan  på Kamtjatkahalvöns södra del, i Ryssland.
Vulkanen hade sitt senaste utbrott 1923. 1972-3 förekom också vulkanisk aktivitet. Dess höjd är 1 953 meter över havet.